# Salilota australis
El bacalao criollo, brótula, brótola brava o bacalao austral, es la especie Salilota australis, que es la única del género Salilota, un pez de la familia de los móridos, distribuido por el sur de Chile, la Patagonia argentina y las islas Malvinas. De escasa importancia pesquera y poco comercializado.

## Anatomía
La longitud máxima descrita es de unos 50 cm; no presenta espinas duras en ninguna de sus aletas, extendiéndose las pectorales hacia atrás más allá del origen de la aleta anal; presenta órganos luminiscentes en el vientre; el color del cuerpo es castaño uniforme, con las aletas más oscuras. La aleta caudal es redondeada.

## Hábitat y biología
Suele vivir pegado al fondo marino, oceanódromo. Las principales capturas de esta especie se producen a 235 m, aunque no está claro si es su hábitat normal, pues los individuos de mayor tamaño se mueven por aguas mucho más profundas; las hembras alcanzan mucho mayor tamaño que los machos; se puede encontrar entre los 30 y los 1000 metros de profundidad.

## Pesca
De escasa importancia pesquera y poco comercializado para consumo humano, aunque se pesca para fabricar harina de pescado con la que elaborar pienso para el ganado.